# Flauenskjold
Flauenskjold er en lille by i Vendsyssel med 673 indbyggere  (2024), beliggende i områdets østlige del ved foden af Jyske Ås nær Frederikshavnmotorvejen 35 kilometer nordøst for Aalborg og 17 kilometer sydvest for Sæby. Nabobyen Dybvad befinder sig 5 kilometer fra Flauenskjold.
Byen ligger i Region Nordjylland og hører under Brønderslev Kommune. Flauenskjold er beliggende i Voer Sogn.
Fru Elvira Mortensen fra Politikens At tænke sig bor i Flauenskjold.

## Historie
Ved århundredeskiftet beskrives byen således: "Flauenskjold, ved Landevejen, Gde., med Missionshuset „Bethesda“ (opf. 1898), Vestengaardens Skole, Kro, Læge- og Dyrlægebolig, Købmandsforretn., flere Haandværkere, Andelsmejeri, Markedsplads (Marked i Apr., Sept. og Nov.), Postekspedition og Telefonstation." Flauenskjold havde i 1906 144 indbyggere, i 1911 138 indbyggere og i 1916 216 indbyggere.
Flauenskjold fortsatte sin udvikling i mellemkrigstiden og efter 2. verdenskrig: i 1921 havde byen 308 indbyggere, i 1925 310, i 1930 447, i 1935 485, i 1940 490, i 1945 414, i 1950 449, i 1955 587, i 1960 556 og i 1965 612 indbyggere.